# Thamnophis couchii
Thamnophis couchii är en ormart som beskrevs av Kennicott 1859. Thamnophis couchii ingår i släktet strumpebandssnokar, och familjen snokar. IUCN kategoriserar arten globalt som livskraftig. Inga underarter finns listade i Catalogue of Life.
Arten förekommer i sydvästra USA i delstaterna Kalifornien och västra Nevada. Utbredningsområdet ligger 90 till 2440 meter över havet. Habitatet utgörs av öppna skogar, buskskogar och gräsmarker. Thamnophis couchii hittas vid vattenansamlingar som dammar, pölar, vattendrag och insjöar.